# Gvačaro jeskynní
Gvačaro jeskynní (Steatornis caripensis) je noční pták, jediný zástupce rodu gvačaro (Steatornis), čeledi gvačarovití (Steatornithidae) a řádu gvačarové (Steatornithiformes). Gvačaro jeskynní se vyskytuje v severních oblastech Jižní Ameriky a na jihu Střední Ameriky. Fosilní nálezy jiných druhů gvačarů jsou však známy i ze Severní Ameriky a Evropy, což ukazuje na původní mnohem větší rozšíření gvačarů.
Tento nenápadný, převážně rezavohnědě zbarvený pták se vyznačuje řadou morfologických a ekologických zvláštností. K nim patří schopnost echolokace, která je u ptáků známa pouze u gvačara jeskynního a některých svišťounů. Gvačaro jeskynní je čistě fruktivorní (ovocožravý) živočich. Za potravou může cestovat i desítky až stovky kilometrů daleko, což z něj dělá důležitého roznašeče semen neotropických pralesů. Gvačaro jeskynní hřaduje a hnízdí v jeskyních, ze kterých vylétává po setmění za potravou, což spíše připomíná život letounů než ptáků.

## Systematika

### Taxonomie
Gvačara jeskynního formálně popsal německý přírodovědec Alexander von Humboldt v roce 1817. Druhové jméno caripensis znamená „caripský“ a odkazuje k městu Caripe ve východovenezuelském státě Monagas. Rodové jméno Steatornis pochází z řeckého stear, steatos („tuk“) a ornis („pták“), tedy v překladu něco jako „tučný pták“. Již Humboldt totiž psal o tom, že mladí gvačarové jeskynní sloužili místním domorodcům jako zdroj tuku na vaření.

### Fylogeneze
Gvačaro jeskynní je úzce příbuzný s lelky, avšak vykazuje řadu morfologických, genetických a ekologických zvláštností, které ho od lelků odlišují. Lelci jsou mj. hmyzožraví, zatímco gvačaro se živí ovocem. V roce 2010 proto německý paleontolog Gerald Mayr navrhl gvačara vyčlenit do samostatného řádu Steatornithiformes neboli gvačarové. Do té doby se gvačaro zařazoval „pouze“ do zvláštní čeledi gvačarovití (Steatornithidae) v rámci lelků. Brzy na to klíčové taxonomické autority jako IOC World Bird List, The Clements Checklist of Birds of the World či South American Classification Committee začaly gvačary řadit do samostatného řádu. Podle některých genetických analýz jsou gvačarovití (Steatornithidae) sesterským taxonem potuovitých (Nyctibiidae).

### Evoluce
Fosilní nálezy zástupců gvačarů jsou velmi vzácné. Z dalších popsaných zástupců čeledi gvačarovitých lze zmínit fosilní druh Prefica nivea z Wyomingu, jehož datace spadá do raného eocénu do doby před asi 50 miliony lety, nebo rod Euronyctibius z Francie. Nález zástupce čeledi gvačarovitých na území Severní Ameriky a Evropy dokládá, že gvačarové měli původně mnohem širší areál výskytu, než mají dnes.

## Popis

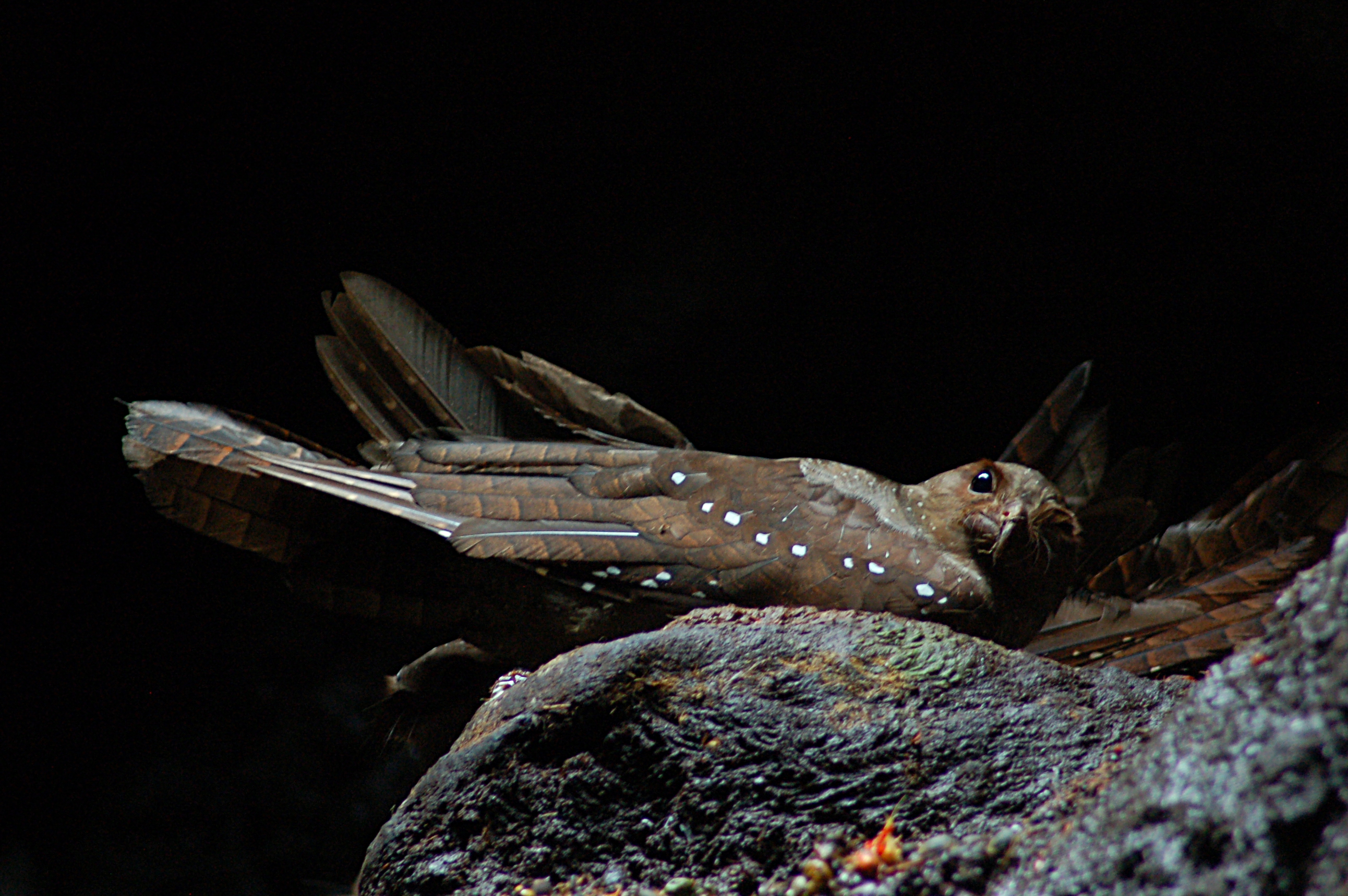
Gvačaro při posedu (Ekvádor)

Gvačaro jeskynní je nenápadně působící pták, který svým zjevem výrazně připomíná lelka. Horní část těla je převážně rezavohnědá, spodina je světlejší, místy až skořicová. Na hlavě a na spodní straně těla se nachází řada bílých skvrn ve tvaru diamantu, temeno pokrývají bílé skvrnky. Křídla jsou široká a dlouhá. Ocas je dlouhý a jemně černě příčně proužkovaný. Krátké nohy jsou posazeny dále vpředu těla, než bývá zvykem u jiných ptáků. Od kořene silného, výrazně zahnutého zobáku vyrůstají nápadné vibrisy. Oči jsou velké a tmavé, při nasvícení červené. Samice a samec si jsou velmi podobní; samce lze rozpoznat podle šedšího opeření a o něco většího vzrůstu. V letu jsou nápadná dlouhá křídla, při posedu zase pozice ocasu, který vyčnívá výše než hlava. Gvačaro jeskynní dorůstá délky 43–49 cm, rozpětí křídel se pohybuje kolem 95–107 cm. Samci váží kolem 390 g, samice asi 360 g.

## Výskyt a stanoviště

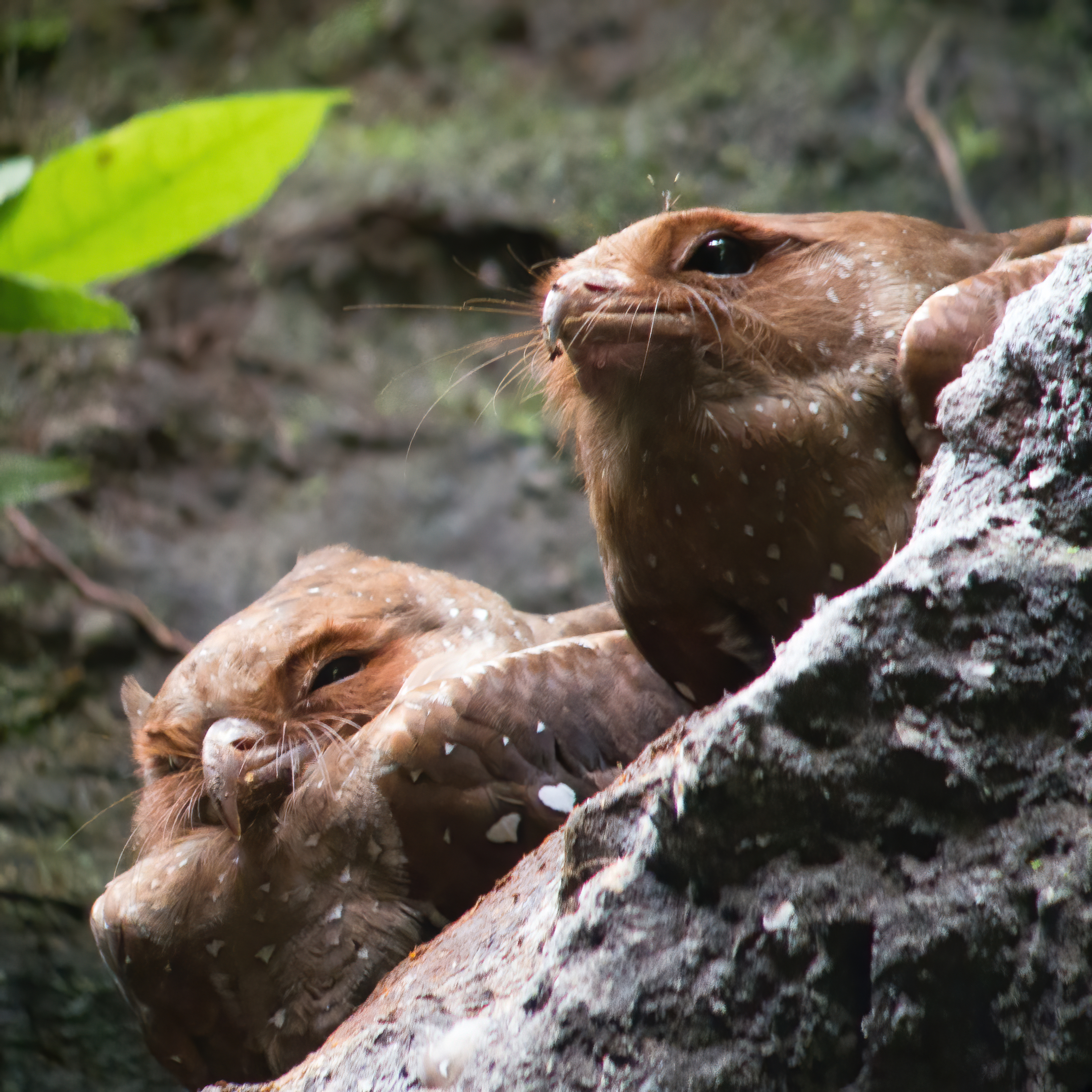
Pár gvačarů při hřadování (Ekvádor)

Žije na území Bolívie, Brazílie, Kolumbie, Kostariky, Ekvádoru, Guyany, Panamy, Peru, Trinidadu a Tobaga a Venezuely. Stanoviště tohoto druhu tvoří stálezelené nížinaté a horské lesy s dostatečným množstvím celoročně dostupného ovoce. Dny tráví v jeskyních nebo alespoň ve skalních roklinách a škvírách, ve kterých hřaduje a hnízdí. Vyskytuje se hlavně v primárním lese, občas se zalétává krmit i do druhotného lesa včetně kávových plantáží. Křovinaté biotopy obývá zřídka, obydleným oblastem se vyhýbá. Vyskytuje se od hladiny moře do asi 3000 m n. m.

## Biologie a chování

### Chování
Jedná se o nočního živočicha. Hřaduje v jeskyních a skalních škvírách. Gvačaro jeskynní je společenský pták, který se vyskytuje v jeskynních i na krmištích vyskytuje v hejnech. V jeskyních se pohybuje velmi obratně a svižně s pomocí rozvážného, hlubokého máchání křídel. K navigaci v jeskyni používá echolokaci. Během stmívání svůj jeskynní úkryt opouští a rozletí se za potravou; krmiště v podobě stromu obsypaného ovocem může navštěvovat opakovaně. Délka letu na krmiště se může pohybovat od několika kilometrů až po asi jedno sto kilometrů. Např. na Trinidadu byla průměrná délka letu z jeskyně na krmiště 7 km a velikost domovského okrsku byla odhadnuta na 3565 km². V Kolumbii to byla průměrná délka nočního letu 55 km a domovské okrsky měly v průměru 4517 km².

Ilustrace gvačara jeskynního (1832–1835)

Lety za potravou mohou trvat i několik dní. V takových případech gvačarové přes den hřadují na stromech, než se nakonec vrátí do své jeskyně. Během hřadování na stromech přitom vykazují mnohem sníženou aktivitu oproti hřadování v jeskyních. Vyšší energetický vývoj při jeskynním hřadování se dá považovat za energetickou daň za vyhnutí se denním predátorům. Při hřadování gvačarové jeskynní často sedí bok po boku se svým partnerem. Jsou poměrně teritoriální a v případě vetřelce v hřadovací jeskyni dávají najevo svou nevoli hlasitými vrčícími zvuky.
Oči gvačarů jsou velmi dobře přizpůsobeny životu ve tmě. Vzhledem k velikosti hlavy jsou oči větší než u většiny ostatních ptáků, avšak relativně menší než u sov. Díky zvláštnímu vrstvenému uspořádání tyčinek v sítnici dosahují tyčinky nebývalých hustot, a sice až kolem 1 000 000 na 1 mm², což je vůbec největší hustota tyčinek mezi všemi obratlovci. Takovéto uspořádání tyčinek ve vrstvách je známo i u hlubinných ryb, avšak nikoliv u ptáků. Obrovský počet tyčinek umožňuje gvačarům vidět i v takřka úplné tmě. Schopnost rozlišovat detaily je u gvačarů poměrně nízká, což napovídá, že při orientaci ve tmě využívají i jiné smysly, jako je čich a echolokace.

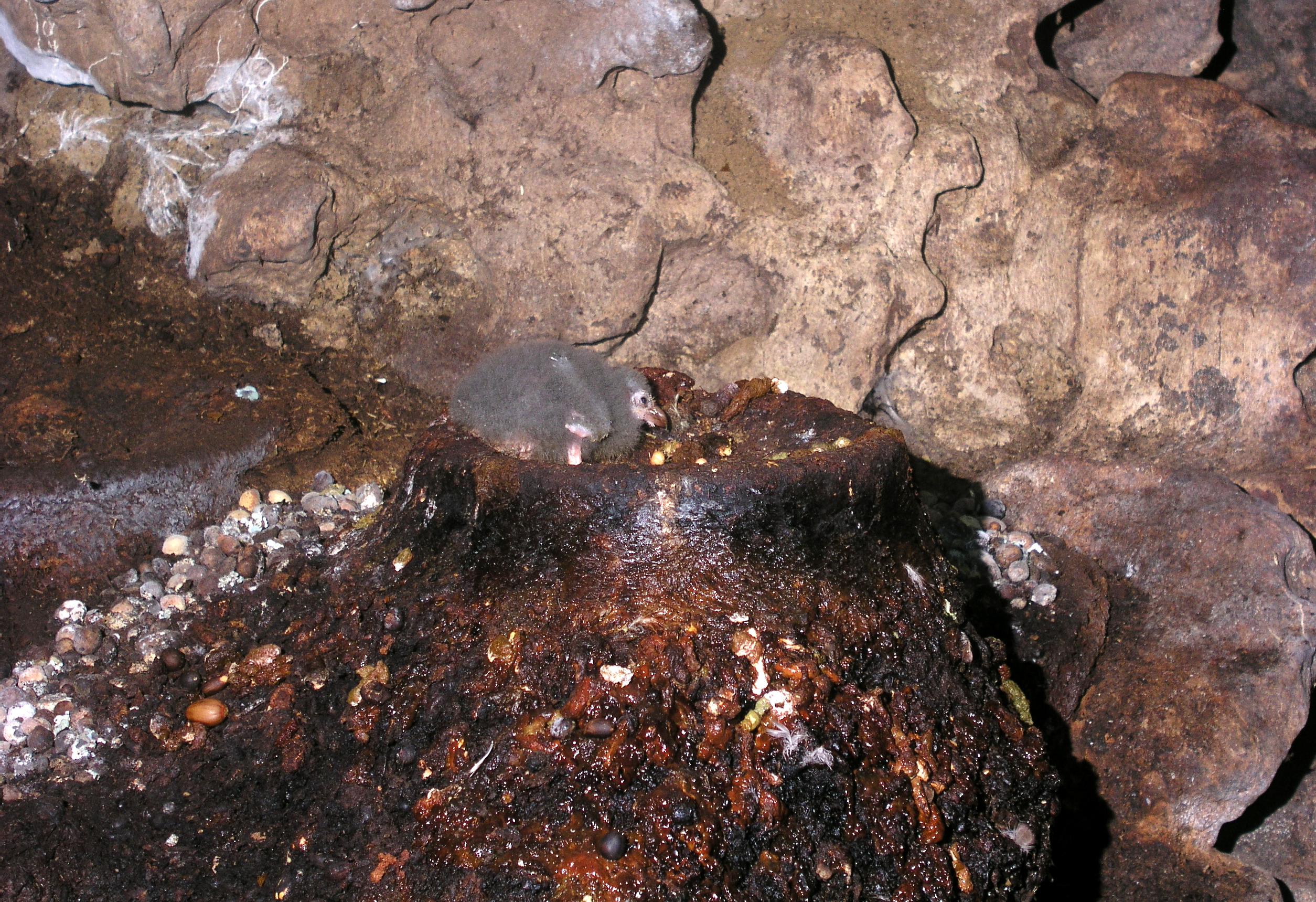
Mládě na hnízdě (Peru)

Gvačaro jeskynní je spolu s některými skupinami svišťounů jediným známým ptákem se schopností echolokace. Z pozorování gvačarů je zřejmé, že s rostoucím množstvím osvětlení se množství jejich echolokačních kliků snižuje, což ukazuje, že echolokace není primárním navigačním smyslem; tím zůstává zrak. Echolokační klikání gvačarů se pohybuje na frekvencích kolem 2 kHz, takže je slyšitelné i lidem. Čichové orgány gvačarů jeskynních jsou zvětšené, což v kombinaci s výrazným pachem ptáků napovídá, že čich je pro gvačary velmi důležitý a může sloužit k rozpoznávání na úrovni jednotlivce.
Vokální projev je velmi hlasitý a poměrně častý. Gvačarové jeskynní vydávají řadu různých skřeků a vrčících zvuků. Kontaktní volání připomíná karr-karr či kuk-kuk. Klikací zvuky vydávají v jeskyni, když využívají echolokaci. Takový klik trvá pouze 40–80 milisekund a gvačaro jich vydává 10–12 za vteřinu.

### Potrava

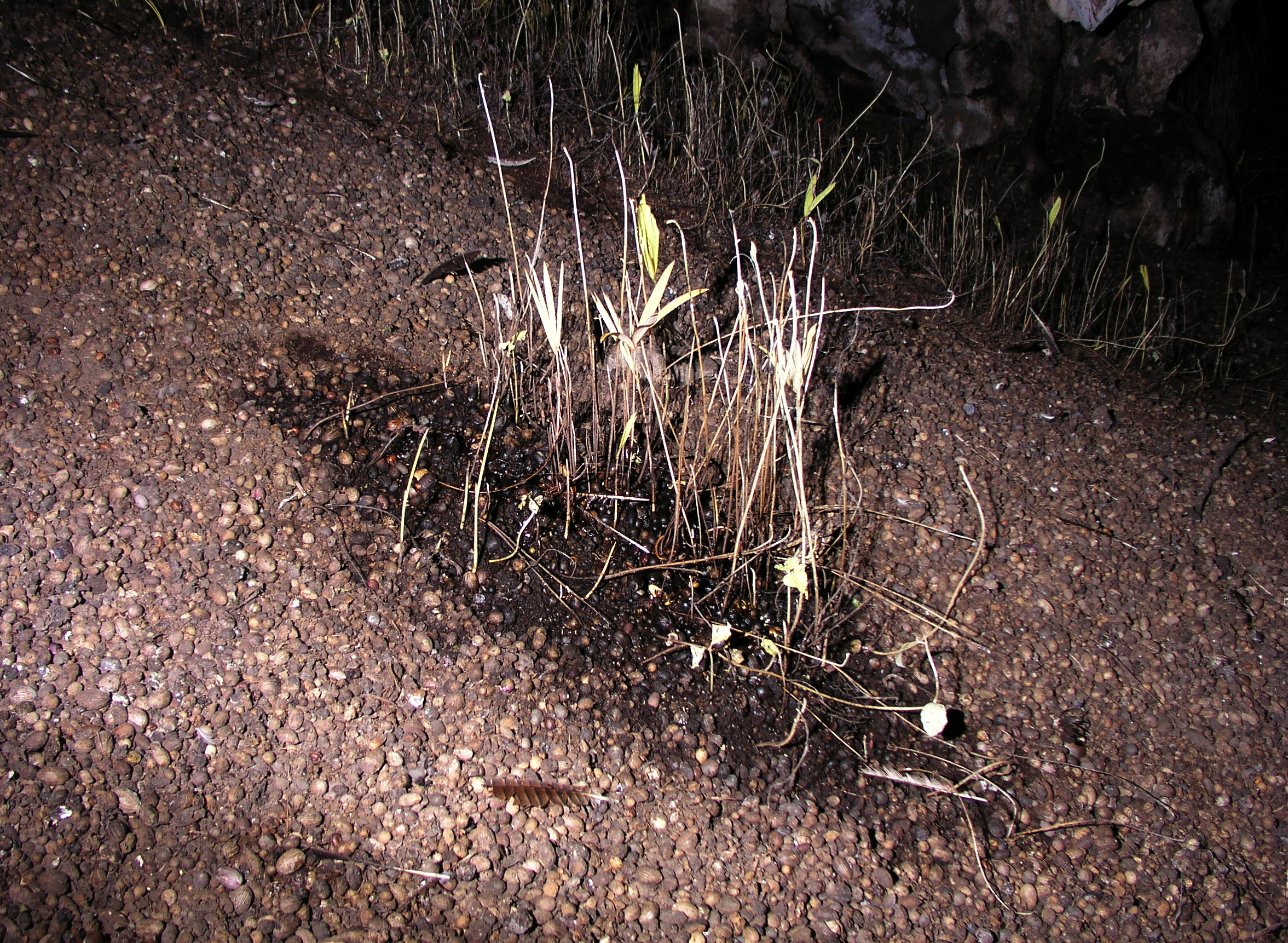
Vyvržená semena v peruánské jeskyni, ve které hnízdí gvačarové, zcela pokrývají dno jeskyně

Gvačaro jeskynní je striktně fruktivorní (ovocožravý) druh. Studie jídelníčku venezuelských gvačarů identifikovala hned 32 různých druhů rostlin, jejichž plody gvačarové požírali. Nejvýznamnější zastoupení měly plody rostlin z čeledi vavřínovitých (Lauraceae) a arekovitých (Palmae), podstatně menší zastoupení měly březulovité (Burseraceae) a zcela zanedbatelné aralkovité (Araliaceae). Podobně i v kolumbijském národním parku Cueva de los Guácharos pojídali gvačarové hlavně vavřínovité a arekovité plody. Gvačarové jeskynní se zaměřují na plody s vysokým obsahem dusíku, lipidů a energie. Specializace gvačarů na vysokoenergetické plody je jednou z adaptací, která gvačarům umožňuje přežít čistě na ovocné stravě.

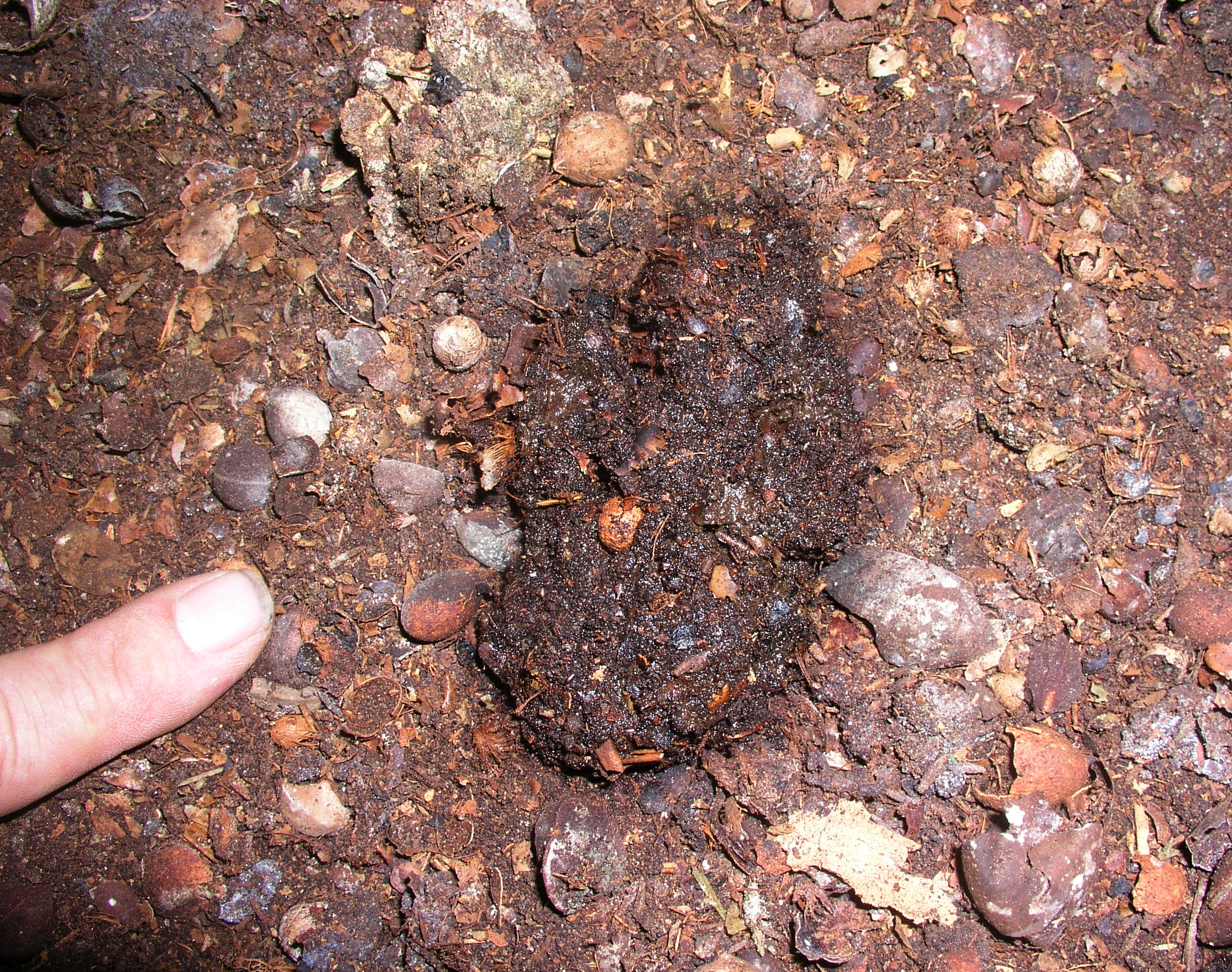
Vývržek gvačara

Dostupnost vysokoenergetického ovoce je pro gvačary natolik důležitá, že potravní nabídce přizpůsobují období zahnízdění. Např. ve Venezuele dochází ke zrání plodů vavřínovitých rostlin mezi dubnem a červnem, což odpovídá době, kdy je většina ptáčat gvačarů na hnízdě. Na Trinidadu je podnebí méně sezónně podmíněno, díky čemuž mohou gvačarové zahnízdit kdykoliv během roku. Ovoce požírají celé, semena vyvrhují pomocí regurgitace (tzn. zpětného vyvržení ze zobáku). Ke sbírání plodů dochází typicky v menších skupinkách o 3–5 jedincích.
Vzhledem k vysokému množství plodů, které gvačarové sežerou, a jejich dalekým letům za potravou, se jedná o důležité dálkové roznašeče semen. Dokáží spolknout semena o šířce až kolem 29 mm a průměrná vzdálenost rozptylu semene je kolem 10 km, což je delší průměrná vzdálenost přenosu semene než u zástupců vyhynulé jihoamerické megafauny. Studie z roku 2009 dokonce gvačara jeskynního označila za patrně nejdůležitějšího dálkového roznašeče semen neotropického lesa.

### Hnízdění

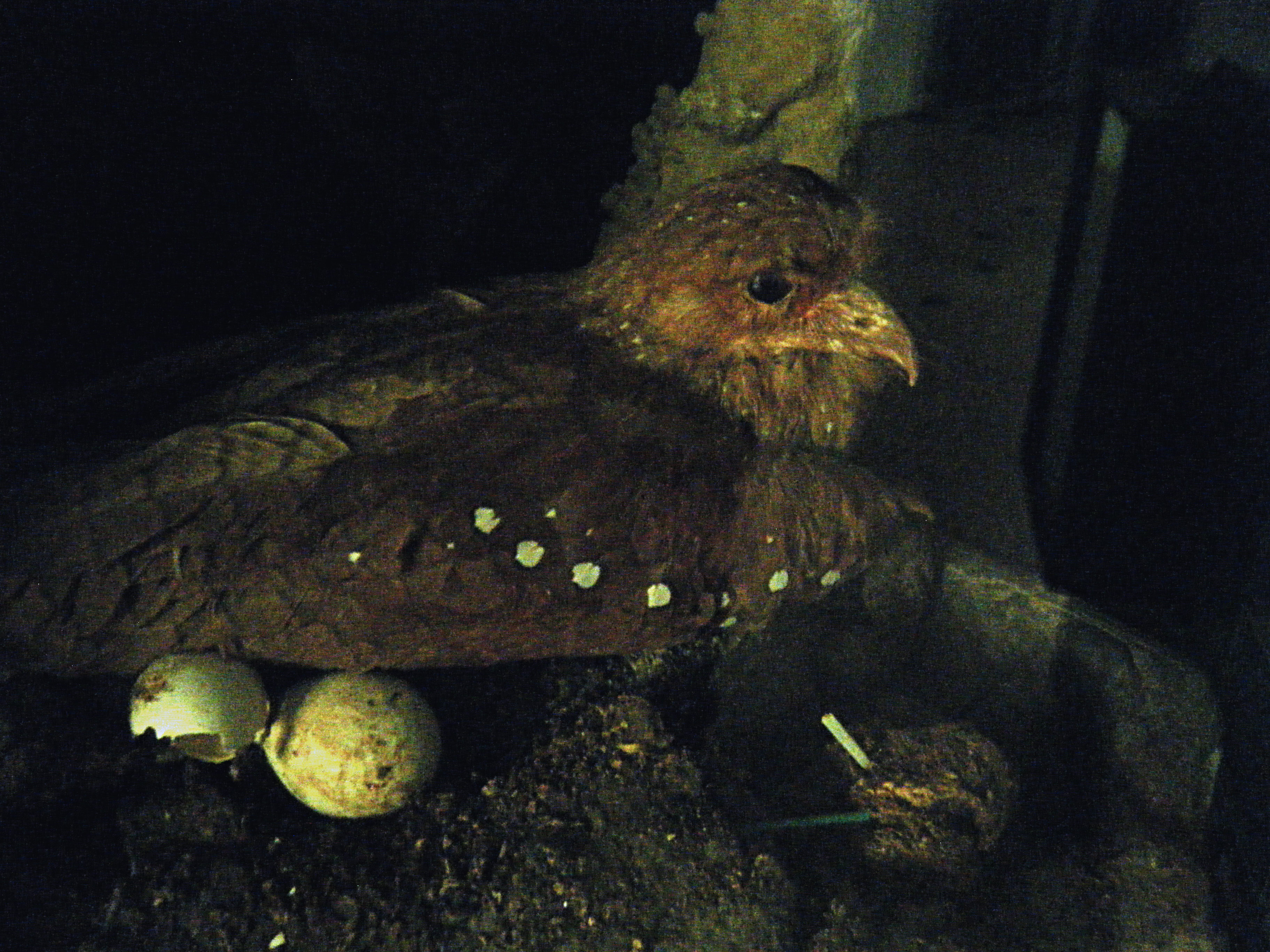
Vycpaný gvačaro při posedu na vejcích (Venezuela)

Gvačarové jeskynní hnízdí pouze v jeskyních. Utváří monogamní svazky. V době námluv 2–3 gvačarové za hlasitého pokřiku kolem sebe krouží ve svižných letech. Po spárování spolu partneři hřadují, během čehož dochází ke vzájemnému preeningu (údržbě peří). Hnízda bývají umístěna na skalních římsách kolem 10–20 metrů nad dnem jeskyně. Gvačarové hnízdí v koloniích zahrnujících kolem 20–5000 hnízdních párů.

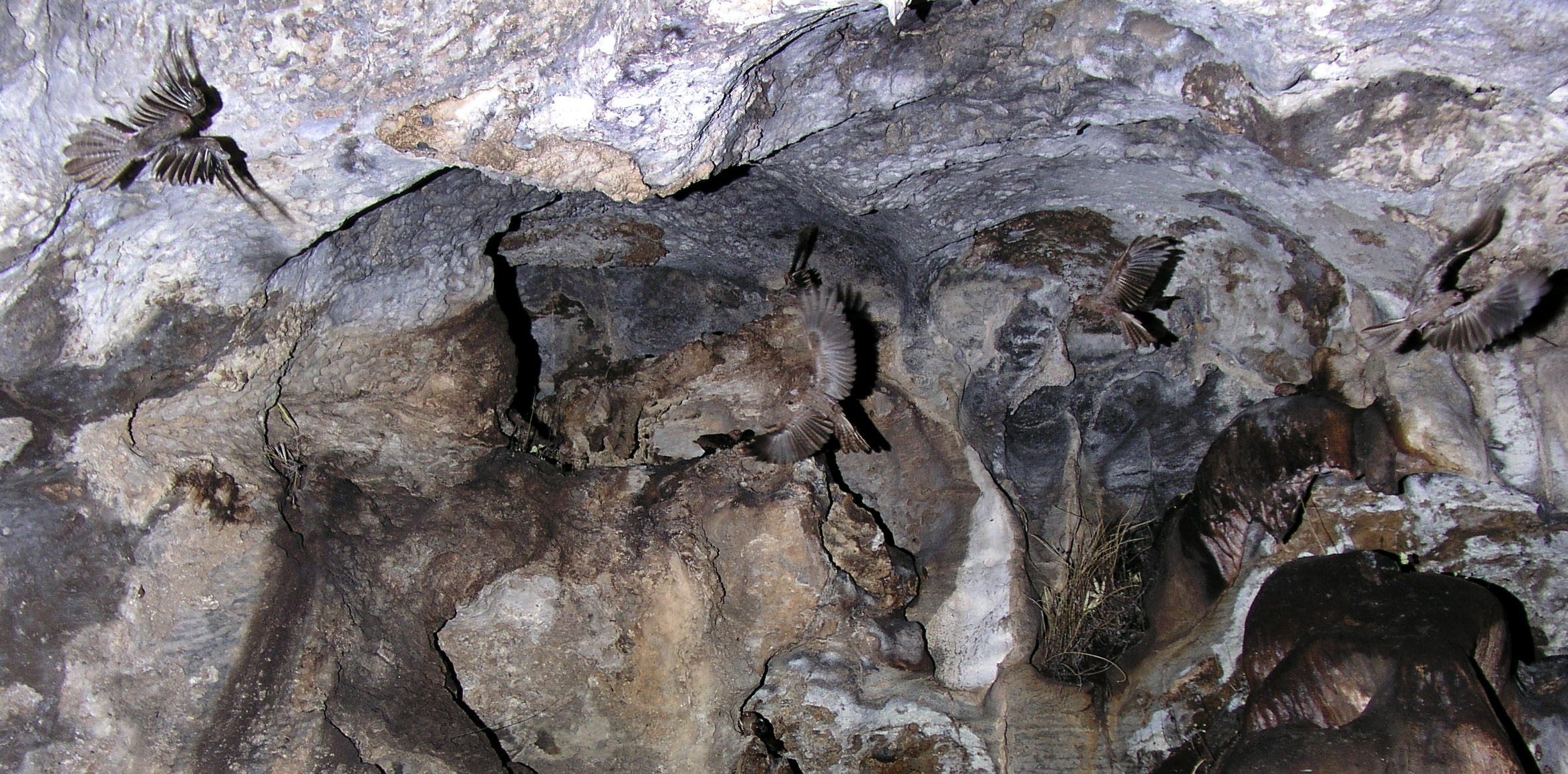
Kolonie gvačarů (Peru)

Poměrně velké hnízdo o průměru kolem 40 cm je vyrobeno ze směsi vyvrženého ovoce, semen a trusu gvačarů. Hnízda jsou většinou natěsnána těsně vedle sebe. Gvačarové využívají totéž hnízdo opakovaně každý rok, takže se v průběhu času zvětšuje s tím, jak na něj gvačarové přidávají nový materiál. Samice klade kolem 2–4 bílých vajec ve 2–6 denních intervalech. Inkubace začíná s prvním vejcem. Po 32–45 dnech se líhnou asi 14 g vážící, takřka nahá ptáčata. Při narození mají tzv. vaječný zub, který jim pomáhá dostat se z vejce. Růst mladých gvačarů probíhá pomalu, avšak postupně přesáhnou svou hmotností dospělého jedince asi o 50 %. Vzhledem k chladnému prostředí jeskyň musejí rodiče své potomky často zahřívat. Kolem 70. dne mladí ptáci již nabírají podobu dospělců, avšak z hnízda vylétávají až ve stáří asi 110–120 dnů.

## Ohrožení
Jedná se o málo dotčený druh. Celková populace gvačarů jeskynních byla v roce 2019 odhadnuta na 50 000 dospělých jedinců. Ohrožení druhu může do budoucna představovat hlavně ztráta přirozeného prostředí, na kterou jsou gvačarové náchylní vzhledem ke svému specializovanému jídelníčku v podobě výživných plodů a rozlehlým domovským okrskům. Ptáčata gvačarů jsou vzhledem ke své hmotnosti a bezbrannosti snadno dostupným zdrojem tuku a bílkovin, čehož lidé v minulosti využívali k získávání tuku na vaření nebo pro svícení do lamp.